# Sandro Pertini
Sandro Pertini (plným jménem Alessandro Pertini, 25. září 1896 – 24. února 1990 Řím) byl italský politik, sedmý prezident italské republiky (1978–1985) a také člen Italské socialistické strany.

## Biografie
Vystudoval práva na univerzitě v Janově a politické vědy na univerzitě ve Florencii. Roku 1918 vstoupil do Sjednocené socialistické strany (Partito Socialista Unitario), která existovala v letech 1922–1930. Po nástupu fašismu patřil Pertini k hlavním organizátorům levicového odporu. Pronásledování ho přimělo k útěku do Francie, spolu s dalšími několika členy socialistické strany. V Itálii pracoval jako zedník.
Do Itálie se v polovině 30. let vrátil, byl však záhy uvězněn. Ve vězení pak zachránil slavné deníky filozofa Antonia Gramsciho, které se staly nejslavnějším Gramsciho dílem a velmi vlivným textem západní marxistické levice. Propuštěn byl měsíc po Mussoliniho uvěznění a ihned se zapojil do hnutí odporu proti nacistickým jednotkám v Itálii. Byl zajat Němci, odsouzen k smrti, byl však z vězení osvobozen partyzánskou operací.
Po válce byl zvolen do prvního parlamentu nové republiky a stal se vlivným členem Italské socialistické strany (Partito Socialista Italiano). Byl tvrdým kritikem italské komunistické strany na straně jedné, i kolonialismu západních velmocí na straně druhé. Stejně tak často otevřeně kritizoval korupci uvnitř vlastní strany. To mu vyneslo značný kredit, díky němuž se roku 1968 nejprve stal předsedou Poslanecké sněmovny Parlamentu Itálie a nakonec i prezidentem republiky. Získal si v této funkci mimořádný respekt, čehož důkazem bylo, že roku 2010 se jako jeden z mála politiků propracoval do padesátky nejvýznamnějších Italů v televizní anketě Největší Ital všech dob.

## Vyznamenání
- stříbrná  Vojenská záslužná medaile, Itálie, 1917[1]
- zlatá Vojenská záslužná medaile, Itálie, 1945
- čestný rytíř velkokříže Řádu lázně, Spojené království, 14. října 1980[2]
- velkokříž s řetězem Řádu svatého Jakuba od meče, Portugalsko, 17. listopadu 1980[3]
- Pamětní medaile italsko-rakouské války 1915–1918, Itálie, udělena čtyřikrát